# زفنيات
الزفنيات أو عائلة كوريوتيدي أو عائلة عث الديدان السلكية  أو فصيلة كوريوتيدي (الاسم العلمي: Choreutidae)، هي فصيلة حشرات عثية من رتبة حرشفيات الأجنحة. أنواعها 402 ضمن 19 جنس، توجد في جميع أنحاء العالم.